# Гарритано, Лука
Лука Гарритано (итал. Luca Garritano; родился 11 февраля 1994 года, Козенца, Италия) — итальянский футболист, нападающий клуба «Фрозиноне».

## Клубная карьера
Гарритано — воспитанник клуба «Интер». 4 октября 2012 года в поединке Лиги Европы против азербайджанского «Нефтчи» Лука дебютировал за основной состав. 21 апреля 2013 года в матче против «Пармы» он дебютировал в итальянской Серии A. Летом того же года Гарритано перешёл в «Чезену». 8 сентября в матче против «Виртус Ланчано» он дебютировал в итальянской Серии B. 13 октября в поединке против «Юве Стабия» Лука забил свой первый гол за «Чезену». В своём дебютном сезоне он помог клубу выйти в элиту. 31 августа 2014 года в матче против «Пармы» он дебютировал за команду в Серии A.
В начале 2015 года Гарритано на правах аренды перешёл в «Модену». 17 января в матче против «Читтаделлы» он дебютировал за новый клуб. 7 марта в поединке против «Фрозиноне» Лука забил свой первый гол за «Модену». По окончании аренды Гарритано вернулся в «Чезену».
Летом 2017 года Лука перешёл в «Кьево». 20 августа в матче против «Удинезе» он дебютировал в за новую команду. В начале 2018 года Гарритано на правах аренды перешёл в «Карпи». 3 февраля в матче против «Салернитаны» он дебютировал за новый клуб.

## Международная карьера
В 2017 году в составе молодёжной сборной Италии Гарритано принял участие в молодёжном чемпионата Европы в Польше. На турнире он сыграл в матче против команды Испании.